# Gunnar Asmussen
Gunnar Henry Asmussen, född 10 maj 1944 i Århus, är en dansk före detta tävlingscyklist.
Asmussen blev olympisk guldmedaljör i lagförföljelse vid sommarspelen 1968 i Mexico City.